# Yasin Çelik
Yasin Çelik (* 8. April 1975 in Sakarya) ist ein ehemaliger türkischer Fußballspieler und -trainer. Aufgrund seiner langjährigen Tätigkeit für Sakaryaspor und Konyaspor wird er mit diesen Vereinen assoziiert.

## Spielerkarriere

### Verein
Çelik startete seine Profifußballspielerkarriere im Sommer 1997 bei dem bekanntesten Fußballverein seiner Heimatprovinz Sakarya beim damaligen Zweitligisten Sakaryaspor. Ihm gelang hier Aufhieb der Sprung in die Stammelf. Durch seine überzeugenden Leistungen wurde er trotz seiner Zweitligatätigkeit für die türkische Nationalmannschaft nominiert und gab auch sein Länderspieldebüt. Zum Saisonende wurde er mit Sakaryaspor Play-off-Sieger der 2. Lig und stieg in die 1. Lig auf. In die 1. Lig mit Sakaryaspor aufstiegen, verteidigte Çelik seinen Stammplatz und spielte verletzungs- und sperrbedingte Ausfälle ausgeschlossen in nahezu allen Ligabegegnungen seines Teams mit. Als Sakaryaspor zum Saisonende den Klassenerhalt verpasste, hielt Çelik seinem Verein die Treue und ging mit in die 2. Liga. Nachdem Ende Oktober 1996 der Erstligist MKE Ankaragücü Interesse an Çelik bekundete, wurde dieser an Ankaragücü ausgeliehen. Zum Saisonende kehrte er zu Sakaryaspor zurück und spielte hier zwei Spielzeiten in der zweithöchsten Spielklasse im türkischen Fußball.
Nachdem Sakaryaspor in diesen zwei Spielzeiten den Aufstieg in der mittlerweile in Süper Lig umbenannten höchsten Spielklasse verpasst hatte, verließ Çelik zum Sommer 2002 mit seinem Vertragsauslauf Sakaryaspor und wechselte zum Ligakonkurrenten Konyaspor. Mit diesem Verein erreichte man zum Sommer 2003 die Meisterschaft der 2. Lig und damit den direkten Aufstieg in die Süper Lig. Çelik trug mit seinen Leistungen erheblich zu diesem Erfolg bei. In den nächsten dreieinhalb Jahren hatte er bei Konyaspor einen Stammplatz und war auch als Mannschaftskapitän tätig.
Zur Rückrunde der Spielzeit 2006/07 verließ er Konyaspor und wechselte innerhalb der Liga zu seinem alten Verein Ankaragücü. Für diesen Verein spielte er das nächste eine Jahr und wechselte zum Frühjahr 2008 zu seinem alten Verein, dem Zweitligisten Sakaryaspor.
Bereits nach einem halben Jahr bei Sakaryaspor verließ er diesen Verein und wechselte zum Ligakonkurrenten Kartalspor. Für diesen Verein spielte er dann eine Spielzeit lang und beendete anschließend seine aktive Fußballspielerlaufbahn.

### Nationalmannschaft
Durch seine gezeigten Leistungen beim Zweitligisten Sakaryaspor wurde Çelik vom damaligen Nationalcoach Mustafa Denizli im Rahmen eines Testspiels gegen Russland in den Kader der türkischen A-Nationalmannschaft nominiert. In dieser Partie vom 22. April 1998 wurde er in der 80. Minute für Okan Buruk eingewechselt und absolvierte sein erstes und einziges Länderspiel.

## Trainerkarriere
Gleich im Anschluss an seine Fußballspielerkarriere begann er seine Trainerkarriere. Als erste Tätigkeit übernahm er zum Sommer 2009 bei Kırkpınarspor den Cheftrainer-Posten und betreute diese Mannschaft etwa zwei Spielzeiten lang. In der Spielzeit 2012/13 übernahm er beim Drittligisten Anadolu Selçukluspor den Posten des Co-Trainers und assistierte dem Cheftrainer Mustafa Çapanoğlu.

## Erfolge

### Als Spieler
- Mit Sakaryaspor
  - Play-off-Sieger der TFF 1. Lig: 1997/98
  - Aufstieg in die Süper Lig: 1997/98

- Mit Konya
  - Vizemeisterschaft der TFF 1. Lig: 2002/03
  - Aufstieg in die Süper Lig: 2002/03